# تامیل نادو
تامیل نادو (به تامیلی: தமிழ்நாடு) یکی از ۲۹ ایالت هند است. مرکز و بزرگ‌ترین شهر این ایالت چِنای (نام پیشین: مَدرَس) است.
تامیل نادو در جنوبی‌ترین قسمت شبه قاره هند در گوشه جنوب شرقی کشور هند واقع شده و با ایالت‌های کرالا، کارناتاکا، آندرا پرادش و همین‌طور ناحیهٔ پودوچری هم‌مرز است. تامیل نادو یازدهمین ایالت هند از دید وسعت و هفتمین از دیدگاه جمعیت می‌باشد.
این ایالت بیش از ۷۲ میلیون نفر جمعیت دارد (۲۰۱۱) که عمدتاً تامیل هستند. تامیل‌ها به زبان و فرهنگ دراویدی خود وابستگی زیادی دارند و به‌ویژه در برابر تلاش‌های دولت مرکزی برای تبدیل هندی (از زبان‌های هندوآریایی) به زبان ملی سراسری در هند مقاومت کرده‌اند. مساحت ایالت تامیل نادو ۱۳۰۰۵۸ کیلومتر مربع است.
این ایالت کمترین نرخ باروری را در سال ۲۰۰۶ در هند به ثبت رسانده‌است و در آن بازه زمانی در تامیل نادو برای هر زن ۱٫۷ فرزند متولد شده‌ است که کمتر از میزان مورد نیاز برای پایداری جمعیت است. نرخ باروری تامیل نادو در دوره همه‌گیری کرونا یعنی ۲۰۲۰–۲۱ به ۱٫۸ افزایش یافت که هنوز کمتر از ۲٫۱ نرخ جایگزینی جمعیت است.

## تاریخ
تاریخ تامیل نادو به حدود ۶۰۰۰ سال پیش برمی گردد. درپی مهاجرت آریایی‌ها به هندوستان، دراویدی‌ها که بخشی از اولین تمدن در دره رود سند بودند، توسط آریایی‌ها به جنوب شبه جزیره هند رانده شدند. این منطقه شامل ایالت‌های آندرا پرادش، کارناتاکا، کرالا و تامیل نادو است و از آن به عنوان پایگاه فرهنگ دراویدی یاد می‌شود.
این منطقه در زمان‌های قدیم دراویدا نادو نامیده می‌شد. سپس شامل بسیاری از پادشاهی‌ها و سلسله‌های مختلف، مانند پالاوا، چرا، چولا، پاندیا، چالوکیا و ویجایاناگارا شد. پادشاهی ویجایانگارا در قرن چهاردهم در پاسخ به حمله گورکانیان به شمال هند و تهاجمات بعدی خلجی‌ها به جنوب هند در سال ۱۳۱۶ بنیاد شد. این پادشاهی در سال ۱۵۶۴ از سلاطین دکن شکست خورد و تقسیم شد.
در سال ۱۶۱۰ هلندی‌ها پست تجاری پالیکاتا (پولیکات کنونی) را به عنوان مرکز مستعمره ساحل کوروماندل تأسیس کردند. فرانسوی‌ها، دانمارکی‌ها و انگلیسی‌ها نیز پایگاه‌های تجاری ایجاد کردند. کمپانی هند شرقی بریتانیا با ترفند تفرقه بینداز و حکومت کن، توانست نفوذ زیادی در منطقه به دست آورد و پس از چند جنگ نیز تمامی متصرفات قدرت‌های اروپایی به جز مستعمره پودوچری فرانسه را تسخیر کرد. بریتانیایی‌ها چهار جنگ با پادشاهی میسور انجام دادند، پیش از اینکه در نهایت تمام این امپراتوری را کنترل کنند و تمام جنوب هند را به تصرف خود درآورند. این منطقه توسط آنها حوزه ریاستی مدرس (استان مدرس) نامیده شد و بخشی از هند بریتانیا شد. پس از استقلال هند در سال ۱۹۴۷، این ایالت به ایالت مدرس تغییر نام داد. بین سالهای ۱۹۵۳ و ۱۹۵۶، این ایالت بین آندرا پرادش، میسور (بعدها کارناتاکا)، ایالت جدید کرالا و ایالت باقی مانده مدرس تقسیم شد. مدرس در سال ۱۹۶۸ تا حدودی در راستای اعلام مقاومت علیه رسمی شدن زبان هندی به عنوان زبان ملی کل هند، به تامیل نادو تغییر نام داد.

## جغرافیا
تامیل نادو با سه ایالت دیگر هند هم‌مرز است: کرالا در غرب، کارناتاکا در شمال غربی و آندرا پرادش در شمال. در سواحل شرقی، این ایالت همچنین با دوازده منطقه از قلمرو اتحادیه پودوچری (به‌طور خاص، نواحی بخش پودوچری و کارایکال) هم‌مرز است. در شرق و جنوب، تامیل نادو دارای ۹۰۷ کیلومتر خط ساحلی در خلیج بنگال، تنگه پالک، خلیج منار و (در منتهی الیه جنوب غربی) اقیانوس هند است.
کرانهٔ همراستا با خلیج بنگال از نظر تاریخی به عنوان ساحل کوروماندل شناخته می‌شود. دماغه کانیاکوماری جنوبی‌ترین نقطه سرزمین اصلی هند است. کشور جزیره ای سری‌لانکا، واقع در جنوب شرقی تامیل نادو، دارای اقلیت قابل توجهی تامیل است.
ایالت تامیل نادو دارای یک دشت ساحلی نسبتاً وسیع است که در داخل قسمت جنوبی رشته‌کوه گهات شرقی قرار دارد و به موازات ساحل امتداد دارد. زمین‌های این ایالت در امتداد ساحل شرقی هموار و در شمال و غرب تپه‌ماهوری است. وسیع‌ترین بخش دشت‌های شرقی، دلتای حاصلخیز رودخانه کاوِری است. دورتر در جنوب، زمین‌های مسطح خشک اطراف شهرهای راماناتاپورام و مادورای قرار دارند.
قله‌های بلند گهات غربی در امتداد مرز غربی این ایالت قرار دارند. بخش‌های مختلف این رشته کوه - از جمله تپه‌های نیلگیری، آنایمالای و پالنی - دارای قله‌هایی با ارتفاع بیش از ۲۴۰۰ متر هستند. قله آنای با ارتفاع ۲۶۹۵ متر در تپه‌های آنایمالای، بلندترین کوه در شبه جزیره هند است. کوهستان گهات شرقی چندین بار در طول خود توسط دره‌های رودخانه‌ای بریده می‌شود که بزرگ‌ترین آنها کاوری است. بیشتر به سمت داخله کشور، ارتفاعات دکن قرار دارند. در جنوب شرقی مناطق کوهستانی مرتفعی مانند نیلگیری و هل وجود دارد که هر دو بخشی از گهات غربی هستند.
حدود ۱۸ درصد از مساحت تامیل نادو پوشیده از جنگل است. به دلیل تراکم بالای جمعیت در مناطق پست، مناطق جنگلی بزرگتر و پیوسته تقریباً تنها در کوهستان‌ها یافت می‌شود. در ارتفاعات بالای ۱۵۰۰ متری کوه‌های نیلگیری، پالانی و هل، جنگل‌های برگ‌ریز بارانی استوایی همیشه‌سبز با ساختار طبقه‌بندی معمولی این گونه جنگل‌ها وجود دارد. ردیف بالا با درختان بلند و باریک مشخص شده است که ارتفاع برخی از آنها بیش از ۴۰ متر است. در مناطق پست، علفزارهایی مانند ساوانا غالب است که بیشتر آنها به زمین‌های زراعی و زیر کشت تبدیل شده‌اند. بقایای پوشش گیاهی جنگلی خشک اولیه را فقط می‌توان گاهی اوقات در کنار رودخانه‌ها و در زمین‌های ناهموار یافت. جنگل‌های خشک همیشه‌ سبز زمانی شکل مشخص پوشش گیاهی برای نوار باریکی در امتداد ساحل کروماندل بودند. امروزه این جنگل‌ها به جز نخلستان‌های پراکنده که کمتر از یک درصد از مساحت اصلی جنگل را تشکیل می‌دهند، نابود شده‌اند یا حداقل به شدت تخریب شده‌اند. جنگل‌های حرا نیز هنوز در تالاب‌های دلتای مصب کاوری، در خلیج منار و بین انور و پولیکات در شمال چنای وجود دارند. با این حال با مداخله انسان محدوده حرا بیش از پیش به عقب رانده می‌شود و تنوع زیستی آنها محدود می‌شود.

## تقسیم اداری
تامیل نادو از نظر اداری به ۳۸ بخش تقسیم می‌شود. در زیر فهرستی از بخش‌های کنونی این ایالا آمده‌است:
| 1. آریالور 2. چنگال پاتو 3. کویامپوثور 4. کودالور 5. تاروماپوریک 6. تیندوکول 7. ارودو 8. کالاکوریچی 9. کانچی پورام 10. کانیاکوماری 11. کارور 12. کریشناگیریک 13. مدرس (چنای) 14. ماتورای 15. مایلادوتورای 16. ناگاپاتینام 17. نمککال 18. نیلگیری 19. پرامبالور |  | 1. پوتوکوتا 2. راماناتاپورام 3. رانی پتایک 4. سالم 5. سیواگانگای 6. تنکاسی 7. تنجاور 8. تنیک 9. توتوتوکودیک 10. تیروچیراپالی 11. تیرونلولیک 12. تیروپاتور 13. تیروپپور 14. تیرووالور 15. تیرواننامالای 16. تیرووارور 17. مخمل 18. ویژوپپورام 19. ویرودوناگار |  |  |

## اقتصاد
اقتصاد تامیل نادو دومین اقتصاد بزرگ در هند است، با تولید ناخالص داخلی (GSDP) 24.85 لک کرور روپیه (۳۳۰ میلیارد دلار آمریکا) و دارای یازدهمین بالاترین GSDP سرانه کشور با ۲۲۵۱۰۶ روپیه (۳۰۰۰ دلار آمریکا). این ایالت در میان تمام ایالت‌های هند در شاخص توسعه انسانی رتبه یازدهم را دارد. تامیل نادو شهرنشین‌ترین ایالت هند و یکی از صنعتی‌ترین ایالت‌هاست. بخش تولید بیش از یک سوم تولید ناخالص داخلی ایالت را تشکیل می‌دهد. صنعت گردشگری آن در میان ایالت‌های هند از بزرگ‌ترین‌ها است. صنعت فیلم تامیل نقش مؤثری در فرهنگ عمومی این ایالت دارد.
صنایع عمده در این ایالت عبارتند از تولیدات پنبه، وسایل نقلیه تجاری سنگین، قطعات خودرو، واگن‌های راه‌آهن، پمپ‌های برق، صنایع دباغی چرم، سیمان، شکر، کاغذ، خودرو و کبریت ایمنی. صنایع دانش‌بنیان مانند آی‌تی و فناوری زیستی نیز تبدیل به محرک بزرگ صنعتی در تامیل نادو شده‌است. پارک فناوری تایدل (TIDEL) در تارامانیِ چنای در این زمینه اهمیت دارد.

## سیاست و حکومت
پارلمان تامیل نادو، مانند اکثر ایالت‌های هند، یک سیستم تک‌مجلسی دارد. این ویدان سبها دارای ۲۳۴ صندلی است. انتخابات پارلمانی معمولاً هر پنج سال یکبار برگزار می‌شود. تا سال ۱۹۸۶، تامیل نادو یک مجلس قانونگذاری دو مجلسی داشت.
این ایالت بیشتر تحت سلطه احزاب دراویدی است، عمدتاً دراویدا مونترا کاژاگام (DMK) و آنا دراویدا مونترا کاژاگام (AIADMK) که در سال ۱۹۷۲ از هم جدا شد. هر دو حزب ماهیت سوسیال دموکراتیک دارند و طرفدار استقلال سیاسی، زبانی و فرهنگی بیشتر برای تامیل نادو هستند. تنها حزب ملی مهم در این ایالت کنگره ملی هند (INC) است. از سال ۱۹۶۷، DMK و AIADMK چندین بار قدرت را تغییر دادند و از آن زمان تنها این دو حزب به سروزیر کمک کردند.
از سال ۱۹۸۹، رهبران حزب جی‌للتا (AIADMK) و ام. کارونانیدی (DMK) رهبران سیاسی اصلی در تامیل نادو بودند. آنها در هفت انتخابات پارلمانی پیاپی با یکدیگر رقابت کردند و هر دو چندین بار نخست‌وزیر بودند. در طول انتخابات پارلمانی ۲۰۱۶، DMK به دستاوردهای قابل توجهی دست یافت، اما AIADMK موفق شد اکثریت بزرگ خود را که پنج سال قبل به دست آورده بود، علیرغم از دست دادن جزئی کرسی‌ها، حفظ کند. جایالالیتا برای ششمین بار به عنوان سروزیر گمارده شد، اما در اواخر سال ۲۰۱۶ درگذشت. اداپادی ک. پالانیسوامی متعاقباً به عنوان رهبر جدید حزب و دولت انتخاب شد.
توزیع کرسی‌های پارلمان تامیل نادو در انتخابات ۲۰۱۶ به شرح زیر تعیین شد:
| سمت                                          | صندلی‌ها | تفاوت {{سخ}} با 2011 |
| -------------------------------------------- | ------- | -------------------- |
| تمام هند آنا دراویدا مونترا کازاگام (AIADMK) | ۱۳۶     | -۱۴                  |
| دراویدا مونترا کازاگام (DMK)                 | ۸۹      | +۶۶                  |
| کنگره ملی هند (INC)                          | ۸       | +۳                   |
| لیگ مسلمانان اتحادیه هند (IUML)              | ۱       | +۱                   |
| Pattali Makkal Katchi (PMK)                  | ۰       | -۳                   |
| دسیا مورپوکو دراویدا کاژاگام (DMDK)          | ۰       | -۲۹                  |
| حزب کمونیست هند (CPI)                        | ۰       | -۹                   |
| حزب کمونیست هند (مارکسیست) (CPI(M))          | ۰       | -۱۰                  |
| پوتیا تامیلاگام (PT)                         | ۰       | -۲                   |
| Manithaneya Makkal Katchi (MMK)              | ۰       | -۲                   |
| بلوک تمام هند (AIFB)                         | ۰       | -۱                   |
| نامزدهای مستقل                               | ۰       | †                    |

فرماندار ایالت تامیل نادو رئیس دولت است و برای یک دوره پنج ساله توسط رئیس‌جمهور هند منصوب می‌شود. نقش فرماندار عمدتاً تشریفاتی است و قدرت اجرایی واقعی در اختیار شورای وزیران به ریاست وزیر ارشد است.

## فرهنگ

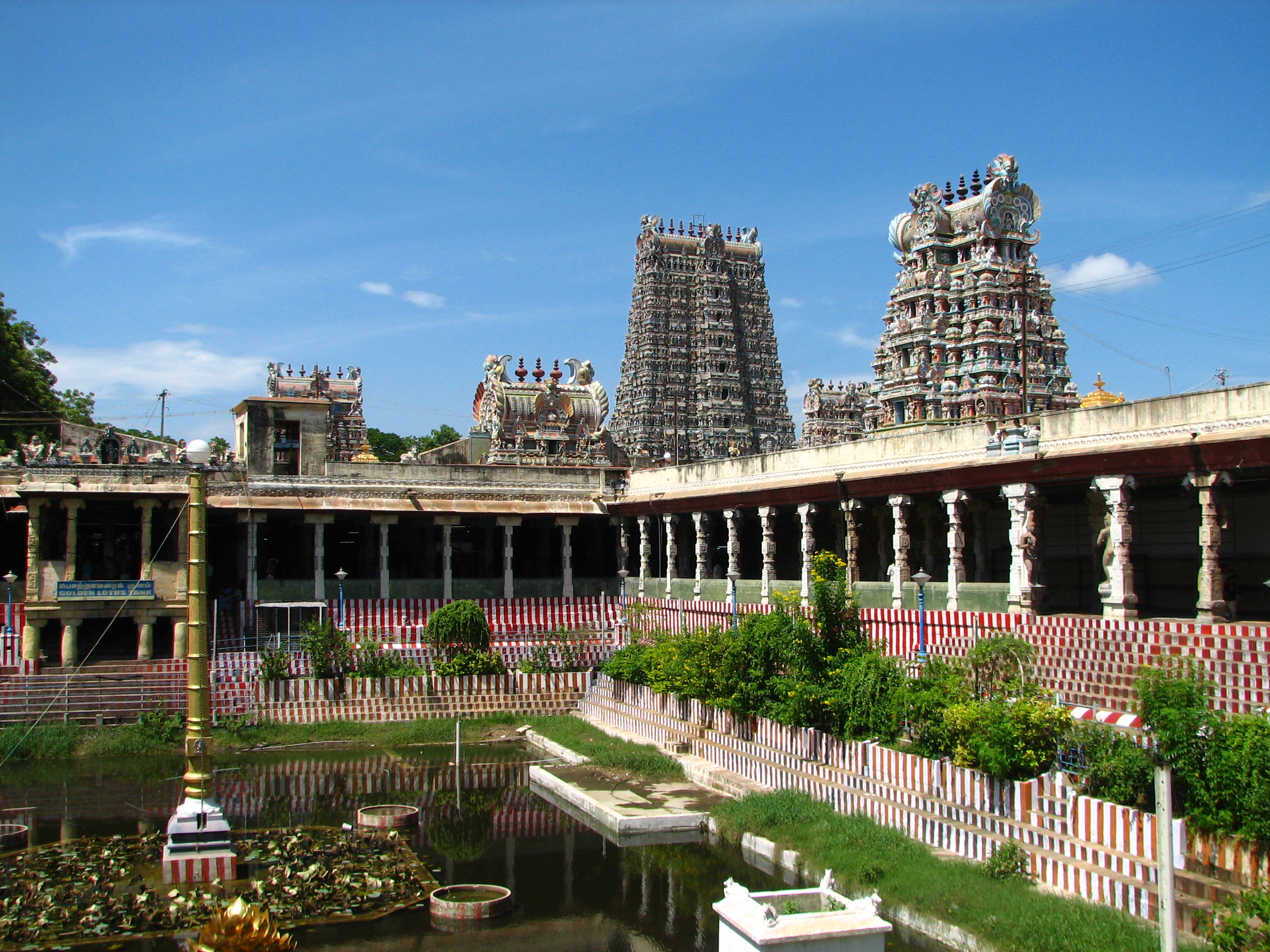
معبد میناکشی در مادورای

معروفیت تامیل نادو به خاطر وجود معابد پرشمار هندو با معماری دراویدی، مانند نیایشگاه شهر مادورای است. مردم تامیل همچنین به این امر که زبان تامیل از دوران باستان تغییر کمی کرده و به ادبیات سانگام که به این زبان نوشته شده‌است می‌بالند.
صنعت فیلم‌سازی مدرس هر ساله شمار زیادی فیلم به زبان تامیلی ساخته و اکران می‌کند. بیشتر استودیوهای فیلم‌سازی این ایالت در محلی به نام کودام‌باکام در نزدیکی چنای قرار دارند و به همین دلیل است به صنعت فیلم‌سازی این ناحیه کالی‌وود هم می‌گویند. برای مدت طولانی این محل مرکز فیلم‌سازی به چهار زبان اصلی جنوب هند بود.

## آشپزی
ویژگی آشپزی تامیل نادو استفاده از برنج، حبوبات و عدس است. عطر و طعم متمایز غذاهای این ایالت با ترکیب ادویه‌هایی از جمله برگ کاری، تمر هندی، گشنیز، زنجبیل، سیر، فلفل، دارچین، میخک، هل، زیره، جوز هندی، نارگیل و گلاب به‌دست می‌آید. آشپزی تامیل دارای غذاهای معروفی مانند دوسا، ادلی و وادا است که با سامبار و چاتنی سرو می‌شود. خوراک‌های تامیل را معمولاً به‌جای بشقاب بر روی برگ‌های درخت موز سرو می‌کنند و بیشتر با دست خورده می‌شود. صبحانه ای که در هر دو ایالت کرالا و تامیل نادو محبوب است، ایدیاپ‌پام نام دارد که دارای رشته‌های خمیرمانند است.
منطقه چتیناد شامل کارایکوندی و مناطق مجاور آن به خاطر غذاهای سنتی گیاهی مانند ایدیاپ‌پام، اوتاپ‌پام، پال پانیارام و غذاهای غیر گیاهی که عمدتاً از مرغ تهیه می‌شوند، معروف است. غذاهای چتیناد در مناطق غیر تامیلی زبان نیز محبوبیت پیدا کرده‌است.
مادورای، تیرونلوِلی و سایر مناطق جنوبی تامیل نادو به خاطر غذاهای غیر گیاهی تهیه‌شده از گوشت گوسفند، مرغ و ماهی معروف هستند. پاراتای تهیه شده با آرد مایدا یا همه‌منظوره که تقریباً شبیه به پاراتای آرد گندم شمال هند است، در مراکز غذایی در تامیل نادو، به ویژه در مناطقی مانند مادورای، ویرودونگر، توتیکورین، تیرونلولی و نواحی مجاور سرو می‌شود. مادورای غذاهای منحصر به فرد خود را دارد مانند جیگارتاندا، موتای پاروتا (پاروتای چرخ کرده و تخم مرغ آسیاب شده)، پاروتیپال (تهیه‌شده از کنجاله)، کاریدوسای (دوسای با چاشنی گوشت گوسفند) و انایدوسای (دوسای با مقدار زیادی روغن) که به ندرت در سایر مناطق تامیل نادو یافت می‌شود.
منطقه نانجیل‌نادو (منطقه کانیاکوماری) به دلیل کاری ماهی خود مشهور است زیرا این منطقه توسط سه پهنه آبی بزرگ آسیا احاطه شده‌ است: (اقیانوس هند، دریای عرب و خلیج بنگال). ماهی بخش جدایی‌ناپذیر خوراک این ناحیه را تشکیل می‌دهد. روغن نارگیل به دلیل ریشه فرهنگی خود و در دسترس بودن نارگیل، پایه‌ای برای تقریباً تمام خوراک‌پزی‌ها در این منطقه است.
منطقه کونگونادو در غرب تامیل نادو، دارای غذاهای ویژه‌ای مانند سانتاکای/ساندهاوای (نودل‌مانندی از برنج)، اوپوتو (غذای شیرینی شبیه پیتزا با طعم شیرین است که در محوطه باز با چاشنی شیرین خشک می‌شود)، و کولا اوروندای (کوفته)، ثنگای پال (شیر شیرین و داغ تهیه‌شده از شکر زرد، نارگیل و دانه‌های پنبه)، اولوندو کالی (شیرینی تهیه‌شده از شکر زرد، روغن زنجبیل و ماش سیاه)، راگی پوتوماوو، آریسی پوتوماوو، واژایپو پوریال، کامبو پانیارام، راگی پاکودا، ثنگای پارپی، کادالای الیلو اوروندای، پوری اوروندای. محصولات طبیعی این منطقه مواد اصلی این غذای کونگاندو را تشکیل می‌دهد.
غذاهای تامیل‌های سری‌لانکا شباهت‌هایی به غذاهای تامیل نادو دارد اما غذاهای گیاهی و غیر گیاهی منحصر به فرد زیادی نیز دارد، ازجمله کیک برنجی بخارپز) و ایدیاپ‌پام یا سوای.